# San Diego 1904 Football Club
San Diego 1904 FC é uma agremiação esportiva da cidade de San Diego, Califórnia.  O clube iria participar a partir de 2018 da North American Soccer League. Porém com o fim da NASL, o clube deve entrar para a National Independent Soccer Association em 2019.

## História
O clube foi fundado no dia 26 de junho de 2017 pelos jogadores Demba Ba, Eden Hazard, Yohan Cabaye e Moussa Sow. O clube teve seu nome e escudo revelados no dia 18 de outubro de 2017.

## Símbolos

### Nome
O nome San Diego 1904 FC não é por causa do ano de 1904, mas sim por ser uma referência a sigla SD, que significa San Diego. S é a 19.ª letra do alfabeto, e D, a quarta. Há também a especulação pelos torcedores que o nome 1904 seja uma referência ao filme Anchorman: The Legend of Ron Burgundy, no qual em uma das cenas diz que San Diego foi fundada por alemães em 1904. 

## Estatísticas

### Participações
|  | Participações em 2020 |

| Competição     | Competição               | Temporadas | Melhor campanha  | Estreia | Última | P | R |
| Estados Unidos | Lamar Hunt U.S. Open Cup | 1          | Estreante (2020) | 2020    | 2020   |   | – |